# Thánh Vịnh
Sách Thánh Vịnh (Tin Lành gọi là Thi Thiên) là một sách nằm trong Kinh Tanakh và Cựu Ước. Sách Thánh Vịnh là tập hợp bao gồm 150 bài thơ, bài hát tôn giáo (gọi chung là các bài Thánh Vịnh sau là Thánh Ca). Khi Kinh Thánh được chia thành chương, mỗi bài Thánh Vịnh được coi là một chương riêng và chúng được đặt tên bằng cách đánh số. Tuy nhiên, việc đánh số Thánh Vịnh có sự khác biệt giữa bản Do Thái và bản Hy Lạp.
| Bản Do Thái | Bản Hy Lạp |
| ----------- | ---------- |
| 1-8         |            |
| 9–10        | 9          |
| 11–113      | 10–112     |
| 114–115     | 113        |
| 116         | 114–115    |
| 117–146     | 116–145    |
| 147         | 146–147    |
| 148–150     |            |

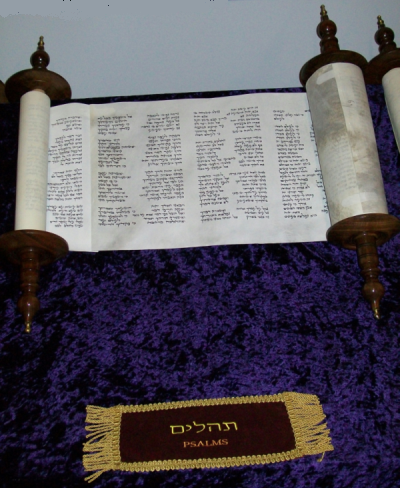
Những bài thánh vịnh viết trên cuộn da

- Thánh Vịnh 9 và 10 trong bản Do Thái được kết hợp thành Thánh Vịnh 9 trong bản Hy Lạp.
- Thánh Vịnh 114 và 115 Do Thái được kết hợp thành Thánh Vịnh 113 Hy Lạp.
- Thánh Vịnh 116 Do Thái được chia thành Thánh Vịnh 114 và 115 Hy Lạp.
- Thánh Vịnh 147 Do Thái được chia thành Thánh Vịnh 146 và 147 Hy Lạp.

Truyền thống Kitô giáo cũng khác nhau về cách đánh số: 
- Tin Lành dùng cách đánh số Do Thái
- Chính thống giáo Đông phương dùng cách đánh số Hy Lạp (với chú thích đánh số Do Thái)
- Các bản văn phụng vụ chính thức của Công giáo Rôma theo cách đánh số Hy Lạp; nhưng các bản dịch thông dụng ngày nay thường đánh số Do Thái (với chú thích đánh số Hy Lạp).